# Ralf Peter (Sänger)
Ralf Peter (* 28. Januar 1968 in Schiffweiler) ist ein deutscher Sänger und Regisseur, der sich als Countertenor und Sopran auf frühbarocke Musik spezialisiert hat. Seine musikalische Laufbahn begann als Chortenor am Saarländischen Staatstheater, während er Musikwissenschaft und Literaturgeschichte studierte, bevor er 1994 eine formelle Gesangsausbildung bei Brigitta Seidler-Winkler aufnahm, die den Grundstein für seine Karriere als hoher Countertenor oder Sopran legte.

## Ausbildung
Ralf Peter, geboren 1968 in Schiffweiler, begann seine musikalische Laufbahn als Chortenor am Saarländischen Staatstheater, während er Musikwissenschaft und Literaturgeschichte studierte. Seine Entdeckung als Sopran führte zu einer Neuausrichtung seiner gesanglichen Karriere. 1994 begann Peter eine formelle Gesangsausbildung bei Brigitta Seidler-Winkler, die den Grundstein für seine Spezialisierung als hoher Countertenor oder Sopran legte. Parallel setzte er sein Studium der Germanistik und Musikwissenschaft in Berlin und Saarbrücken fort.
Ein besonderer Schwerpunkt in Peters Ausbildung liegt auf der frühbarocken Musik des 17. Jahrhunderts. Im Gegensatz zu vielen Kollegen, die sich auf die Opera seria des 18. Jahrhunderts konzentrieren, widmet sich Peter intensiv den Opern des frühen Barock. Diese Spezialisierung ermöglicht ihm eine tiefgreifende Auseinandersetzung mit den dramatischen und musikalischen Besonderheiten dieser Epoche.
Peters Ausbildung und künstlerische Entwicklung sind geprägt von dem Bestreben, eine Balance zwischen technischer Perfektion und authentischer Darstellung zu finden. Er betont die Wichtigkeit, als Interpret eine „Wahrhaftigkeit“ in der Darstellung zu finden. Sein Ziel ist es, dass das Publikum die Exotik der hohen Stimmlage vergisst und stattdessen von der Ausdruckskraft und Emotionalität der Darbietung gefesselt wird.

## Karriere
Peters erste szenische Sopranrolle war die der Knusperhexe in Engelbert Humperdincks Oper Hänsel und Gretel. In Claudio Monteverdis L’incoronazione di Poppea übernahm er die Rollen der Fortuna und der Amme. Er trat in verschiedenen Produktionen auf, darunter Uraufführungen wie Swin Swin von Tobias PM Schneid und Manuel Hidalgos Dalí. Auch in Alfred Schnittkes Gesualdo und Arnold Schönbergs Pierrot Lunaire war er zu hören, wobei letzteres im Juli 2001 auch szenisch in Saarbrücken aufgeführt wurde.
Neben seiner Tätigkeit als Sänger hat Peter auch Erfahrungen als Regisseur gesammelt. Im Herbst 2001 inszenierte er in Saarbrücken eine eigene Bearbeitung von Luigi Rossis Orfeo, einer Oper aus dem Jahr 1647. Diese Arbeit als Regisseur zeigt, dass Peters künstlerisches Verständnis auch die dramaturgische und inszenatorische Ebene umfasst.
Ein wichtiger Aspekt in Peters künstlerischem Werdegang ist seine Zusammenarbeit mit dem Ensemble pazzaCaglia, bestehend aus Cembalo, Cello und Laute. Diese Formation bietet Peter die Möglichkeit, sich intensiv mit der Aufführungspraxis barocker Musik auseinanderzusetzen. Besonders in Duetten, wie dem Nerone/Poppea-Duett aus Monteverdis Poppea, kann Peter die historische Praxis umsetzen, bei der die Stimme des männlichen Liebhabers höher ist als die der weiblichen Geliebten.
Peter hat sich auch mit den Herausforderungen auseinandergesetzt, die mit dem Singen von Frauenrollen verbunden sind. Er beschreibt seine Erfahrungen als Kastrat des 21. Jahrhunderts und reflektiert über die Erwartungen des Publikums und der Regisseure an männliche Sänger in Frauenrollen. Seine künstlerische Philosophie legt Wert auf die emotionale Verbindung zur Musik und zur Darstellung der Charaktere. Peters lyrische Passagen, wie in der Arie des Orpheus in Rossis Lasciate averno, zeigen seine Fähigkeit, tiefgründige Emotionen durch seine Stimme auszudrücken.
Trotz seiner Spezialisierung auf Sopranpartien tritt Peter gelegentlich auch weiterhin als Tenor auf. Diese Vielseitigkeit zeugt von einer umfassenden stimmlichen Ausbildung, die es ihm ermöglicht, ein breites Spektrum an Rollen zu interpretieren.

## Partien (Auswahl)
- Claudio Monteverdi Nerone (L’incoronazione di Poppea)
- Luigi Rossi Orfeo (Orfeo)
- Engelbert Humperdinck Knusperhexe (Hänsel und Gretel).
- Arnold Schönberg Pierrot Lunaire

## Einspielungen
- Sento un certo non so che / pazzaCaglia (Guma music LC 01368)
- Kein größer Freud... / Senza Piedi (My Music CD - 109701)
- Künstlerdramen, Musik in Deutschland 1950–2000, Ausschnitte aus Schnittke: Gesualdo (BMG classics, Red Seal, LC 00316)